# Bustarviejo
Bustarviejo – miasto w środkowej Hiszpanii we wspólnocie autonomicznej Madryt, 60 km na północ od Madrytu u podnóża gór Sierra de Guadarrama. 
Dawniej miasto o dużym znaczeniu w okolicy, straciło władzę i zostało praktycznie zapomniane przez mieszkańców stolicy, dopóki nie zostało odkryte na nowo jako ośrodek wypoczynkowy. 